# Кіасма
Кіасма (фін. Kiasma) — музей сучасного мистецтва, розташований на проспект Маннергейма у Гельсінкі, Фінляндія. Кіасма є частиною Фінської національної галереї і відповідає за колекцію сучасного мистецтва.

## Історія
Колекція сучасного мистецтва бере свій початок в 1990 році як Музей сучасного мистецтва (фін. Nykytaiteen museo). На самих ранніх етапах колекція розміщувалася в Атенеумі.
У 1992 році було проведено архітектурний конкурс на проект будівлі для музею сучасного мистецтва. У конкурсі взяли участь архітектори з Північних і Балтійських країн; також до участі були запрошені чотири архітектори або студії з інших країн, хоча вони були зобов'язані подавати свої пропозиції анонімно: Стівен Холл з США, Алвару Сіза з Португалії, архітектурне бюро Кооп Гіммельбляу з Австрії і Кадзуо Шінохара з Японії. Результати конкурсу були оголошені в 1993 році: перемогла пропозиція Стівена Холла Chiasma — її було вибрано з 516 представлених робіт. Дизайн будівлі, зазнав незначних змін в процесі проектування. Будівельні роботи почалися в 1996 році, а музей відкрився в травні 1998 року.
У 2011—2013 роках музей відвідували 160 000—180 000 відвідувачів на рік.
Kiasma був закритий на ремонт у вересні 2014 року і знову відкритий у березні 2015 року.
У 2016 році в Кіасма побували понад 310 000 відвідувачів.

## Колекція
Колекція включає роботи близько 8000 митців, серед яких Реетта Ахонен, Марті Айха, Ян ван Андерссон Акен, Андерс Густав, Антоніо Ротта, Бернард Барон, Стіг Баумгартнер, Корнеліс Бега, Ніколас Берхем, Оноре Дом'є, Карел Дюжарден, Нунціо Гуліно, Торйер Енкель, Аарне Йемсе, Ісмо Кайандер, Раймо Канерва і Рісто Лаакконен.